# Rikskansliet i Berlin

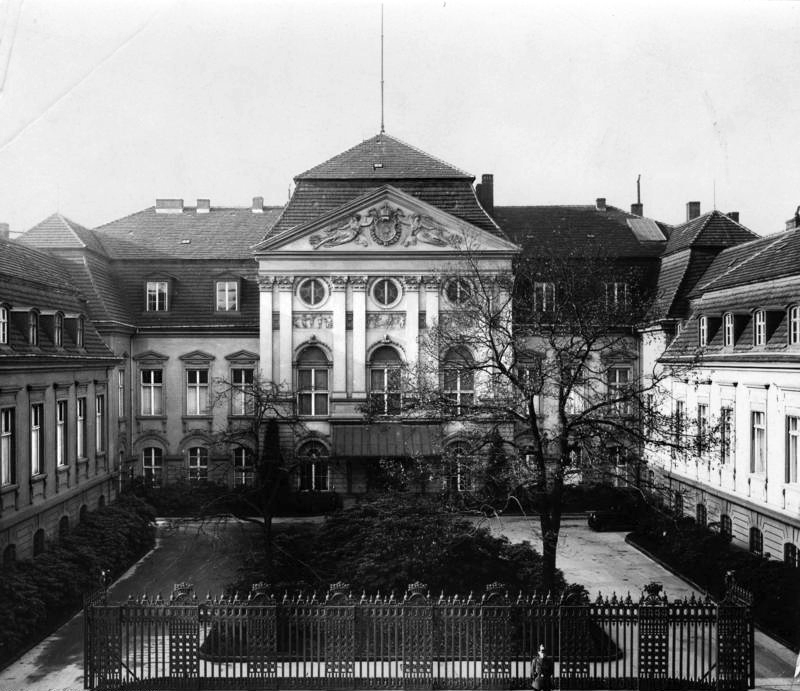
Gamla rikskansliet från öster.

Rikskansliet i Berlin (tyska: Reichskanzlei) betecknade den tyske rikskanslerns ämbetsverk, och de byggnader i centrala Berlin som inhyste detta verk.

## Gamla rikskansliet
Det tyska rikskansliet hade sedan 1875 sitt säte vid Wilhelmstraße i en byggnad som ursprungligen var residens åt storfursten Antoni Henryk Radziwiłł. Här residerade senare även bland andra Otto von Bismarck, och här hölls Berlinkongressen 1878. Från 1933 till 1938 residerade Adolf Hitler i gamla rikskansliet, och han hade fram till sin död 1945 också sin privata bostad på dess övervåning.
Ett annex till rikskansliet uppfördes 1928-1930. På den sida av annexet som vette mot torget Wilhelmplatz fanns en balkong, som Hitler ofta använde sig av vid offentliga framträdanden efter maktövertagandet 1933.

## Nya rikskansliet

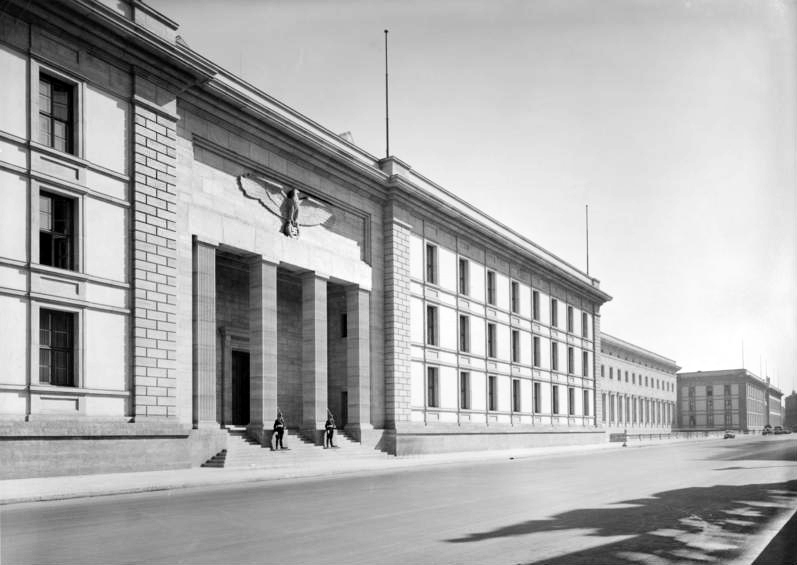
Nya rikskansliet från sydväst våren 1939.

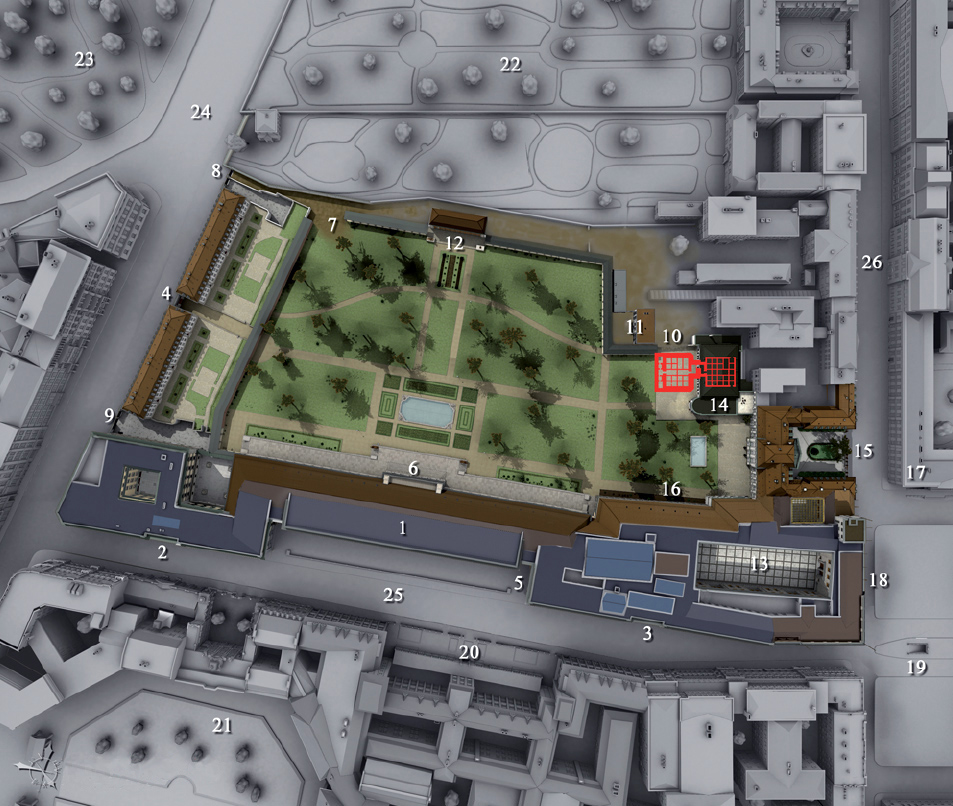
Plan över rikskansliområdet 1943-1945.

Adolf Hitler ansåg att den gamla rikskanslibyggnaden var alldeles för simpel för att representera stormakten Tyskland. Därför uppfördes 1938 en ny och mycket större byggnad, delvis intill den gamla och sedan vidare västerut längs Vossstrasse. Det gamla Palais Borsig (från 1875), beläget vid hörnet av Wilhelmstrasse och Vossstrasse, integrerades i den nya byggnaden. Anläggningen kom att kallas "Nya rikskansliet".
Nya rikskansliet ritades av Albert Speer, i en stil som var inspirerad av romersk arkitektur och klassicism. Den kom att bli en mycket stor byggnad, 440 meter lång, i granit och marmor, och var medvetet skapad för att genom storlek och tyngd imponera på omvärlden. Man gjorde också den väg genom byggnadens inre, som bland annat diplomater skulle vandra till audiens hos führern, så praktfull och storslagen som möjligt. Führerns eget arbets- och mottagningsrum kom att bli ett rum om ungefär 400 kvadratmeter. Förutom praktdelarna bestod byggnaden även av ordinära kontor för rikskansliets personal.
Efter den tyska invasionen av Sovjetunionen 1941 kom rikskansliet att brukas mera sällan av Hitler personligen, då han större delen av tiden därefter vistades på andra platser som Wolfsschanze och Berghof. Ett undantag utgjorde viktigare statsceremonier som Reinhard Heydrichs begravningsakt 1942, vilken ägde rum i nya rikskansliets så kallade Mosaiksaal.
Både gamla och nya rikskansliet blev skadade under flyganfallen mot Berlin, och de senare striderna inne i staden. Rikskansliet intogs av sovjetiska trupper 2 maj 1945.

## Berlinbunkern
Den så kallade Berlinbunkern, där Hitler tillbringade sina sista månader, låg delvis under gamla rikskansliet och delvis under trädgården på nya rikskansliets baksida. Den bestod dels av en vanlig underjordisk luftskyddsbunker byggd 1936, och en kraftigare och djupare belägen bunker anlagd 1943. Den sistnämnda var den egentliga Führerbunkern. Kropparna efter Hitler och Eva Braun brändes efter deras död i en granatgrop ovanför bunkern i rikskansliets trädgård.

## Efter andra världskriget

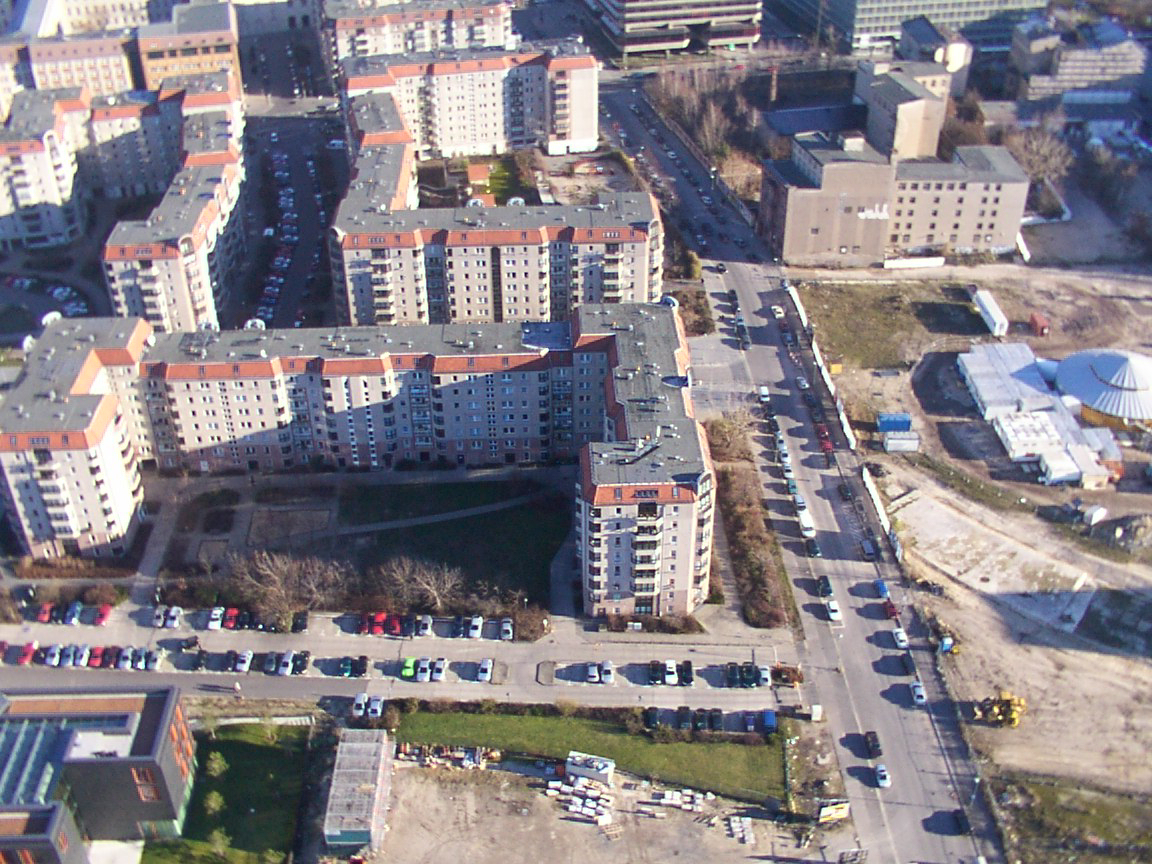
Vossstrasse mot öster från luften 2003.

Gamla rikskansliet blev mycket svårt skadat under krigets sista år, medan nya rikskansliet klarade sig lite bättre på grund av dess solida konstruktion. De sovjetiska ockupationsmyndigheterna lät sedan under åren 1948-1950 riva ner och jämna hela rikskansliområdet med marken. Ett hus från 1934 och med husnummer 49 överlevde dock och rymmer idag social- och arbetsministeriet, Från 1961 löpte sedan Berlinmuren tvärs över området där nya rikskansliet legat.
I nutiden är merparten av marken återigen bebyggd, men med vanliga kontors- och bostadshus. Vid grävningar i området påträffas ibland lämningar av rikskansliets anläggningar. Vissa källarutrymmen och bunkrar är fortfarande bevarade under jord, men är inte tillgängliga för allmänheten. En informationstavla om det före detta rikskansliet finns vid hörnet av Wilhelmstrasse och Vossstrasse.
Det har ofta påståtts att den närbelägna tunnelbanestationen Mohrenstraße är dekorerad med marmor från nya rikskansliet, liksom ett sovjetiskt minnesmärke vid Treptower Park. Detta påstående har senare visat sig vara en urban legend.

## Tredje rikskansliet
Planer fanns att, efter en tysk seger i kriget, uppföra ett nytt och ännu mycket större rikskansli, som en del av den planerade Welthauptstadt Germania. Denna enorma byggnad skulle ha legat vid sydvästra sidan av den planerade Adolf Hitler Platz, som motsvarar den nutida Platz der Republik. Planerna kom aldrig längre än till ritbord och modeller.
Nära platsen där detta planerade tredje rikskansli var tänkt att byggas, uppfördes istället 1945 det sovjetiska krigsmonumentet Sowjetisches Ehrenmal Tiergarten. Att minnesmärket hamnade just där var kanske en slump.